# Papa Legba

Legbovo Veve

Papa Legba je loa ve vúdú, mistr lingvista, šprýmař, válečník a osobní posel osudu.
V haitském Voodoo je Legba zprostředkovatel mezi loa a lidstvem. Stojí na duchovních křižovatkách a dává (nebo zamítá) povolení mluvit s duchy.
Je vždy prvním a poslední duchem vyvolávaným při obřadu, protože jeho povolení je třeba pro jakoukoliv komunikaci mezi smrtelníky a loa - on otevírá a zavírá bránu.
Na Haiti je velkým přednescem hlasu Boha. Legba pomáhá komunikaci, hovoru a porozumění je Ellegua velmi spojen s Legbou, protože oba mají roli boha křižovatek.
V kontrastu s Legbou je Eleggua nezbedné dítě. Legba také vykazuje podobnosti s Orunmilou, orišem věštění, který učí lidstvo jak používat mocná orákula Ifá. Legba se obvykle objevuje jako starý muž o berlích nebo s hůlkou, na hlavě má široký slamák a kouří dýmku, nebo kropí vodu. Je mu zasvěcen pes. Pro svou pozici 'hlídače brány' mezi světy živých a tajemstvími je často identifikován se Svatým Petrem, který má srovnatelnou pozici v Katolické tradici. Avšak na Haiti bývá často zobrazován jako Svatý Lazar nebo Svatý Antonín.
V Beninu a Nigérii je Legba znám jako mladý a virilní, má rohatou a falickou podobu, jeho svatyně je obvykle umístěna u brány vesnice na venkově.
Alternativy: Legba, Legba Atibon, Atibon Legba, Ati-Gbon Legba.